# سفر العيد

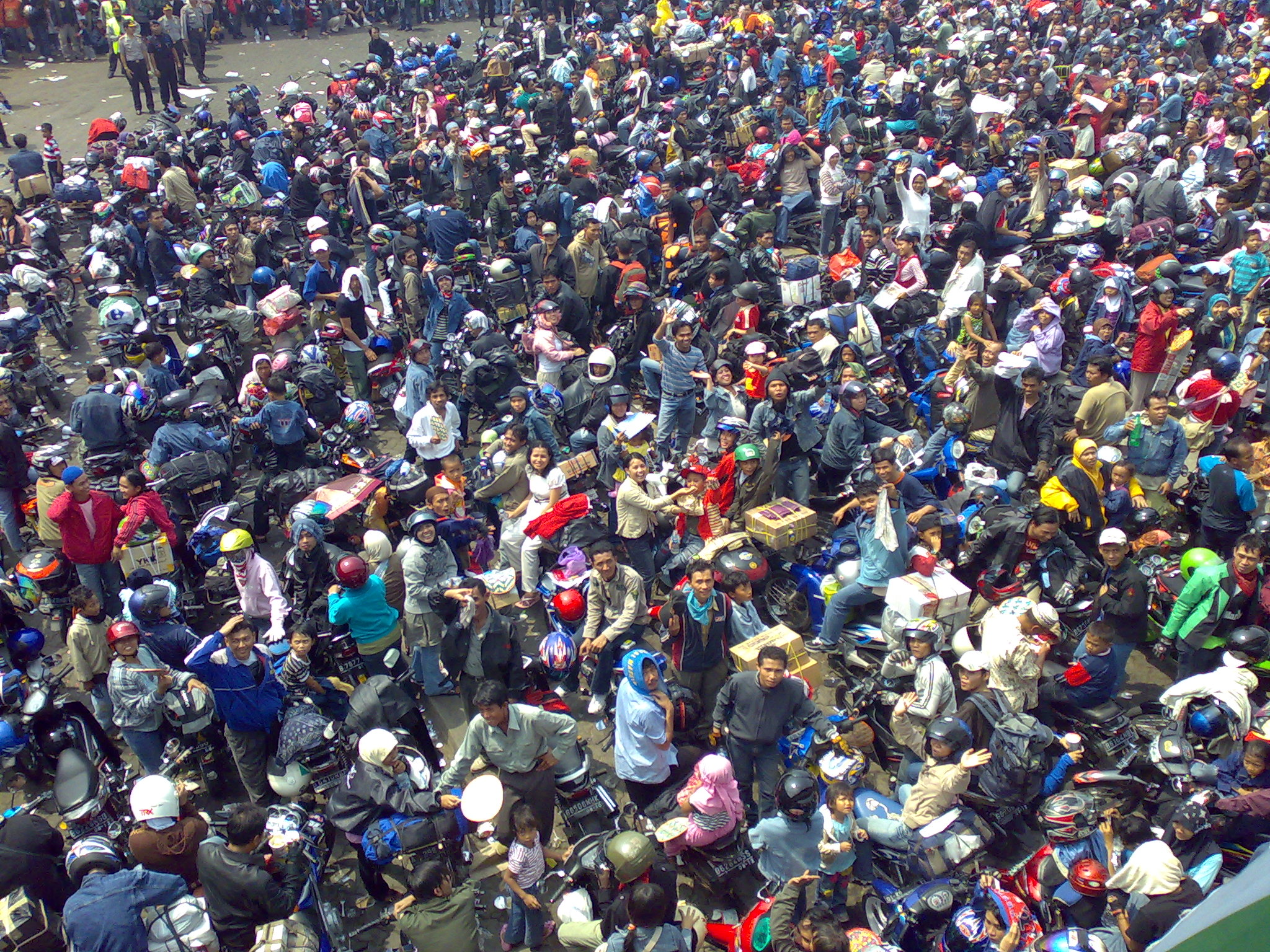
مسافرون للعيد في بنتن

سفر العيد (بالماليزي باليق كامڤوڠ، وبالإندونيسي موديق، وهي لغة الرجوع، من أوديك المصدر والبادية، والصدر بالتحريك رجوع المسافر من مقصده) عودة الناس إلى أهاليهم في عطلة العيدين الفطر والأضحى. حيث يعتزم حوالي 20 مليون إندونيسي مغادرة المدن الكبرى، وقضاء عطلة عيد الفطر إلى جانب أقاربهم في الأرياف. والعادة معروفة كذلك في بنغلاديش وغيرها.